# Lost Stars
"Lost Stars" là bài hát ban đầu được trình diễn bởi trưởng nhóm nhạc Maroon 5, Adam Levine cho bộ phim nhạc kịch lãng mạn-hài hước Begin Again. Bài hát được phát hành ngày 30 tháng 6 năm 2014 thông qua ALXNDR, 222, Polydor, Interscope tại Mĩ.
Bài hát được viết và sản xuất bởi Gregg Alexander, Danielle Brisebois, Nick Lashley và Nick Southwood. Nó cũng được nữ diễn viên Keira Knightley trình bày trong bộ phim, thu âm tại New York trong phòng thu của hãng Electric Lady Studios vào mùa hè năm 2012.
Ca khúc được Adam Levine và thành viên của đội anh, Matt McAndrew biểu diễn trực tiếp lần đầu trong tập chung kết mùa thứ bảy của chương trình The Voice. Bài hát đạt vị trí #83 trên bảng xếp hạng US Billboard Hot 100.

## Vị trí trên các bảng xếp hạng
| Bảng xếp hạng (2014)                   | Vị trí cao nhất |
| -------------------------------------- | --------------- |
| Pháp (SNEP)                            | 145             |
| Indonesia Digital Songs                | 3               |
| Malaysia Digital Songs                 | 16              |
| Philippines Digital Songs              | 1               |
| Singapore Digital Songs                | 5               |
| South Korea International Chart (GAON) | 1               |
| Thailand Digital Songs                 | 1               |
| UK Singles Chart (OCC)                 | 93              |
| Vietnam (Music Weekly Asia)            | 6               |

| Bảng xếp hạng (2014)                | Vị trí cao nhất |
| ----------------------------------- | --------------- |
| Canada (Billboard Canadian Hot 100) | 86              |
| US Billboard Hot 100                | 83              |

| Bảng xếp hạng (2014) | Vị trí | Doanh số  |
| -------------------- | ------ | --------- |
| Nam Hàn Quốc (Gaon)  | 20     | 1.409.450 |

## Giải thưởng và đề cử
| Năm  | Quốc gia       | Giải thưởng                                  | Hạng mục                         | Kết quả |
| ---- | -------------- | -------------------------------------------- | -------------------------------- | ------- |
| 2015 | Hoa Kỳ, Canada | Giải Sự lựa chọn của nhà phê bình lần thứ 20 | Bài hát (gốc) xuất sắc nhất      | Đề cử   |
| 2015 | Hoa Kỳ         | Giải Oscar lần thứ 87                        | Bài hát trong phim xuất sắc nhất | Đề cử   |

## Phiên bản của Stevie McCrorie
Tháng 4, 2015, Stevie McCrorie, quán quân mùa thứ 4 của chương trình The Voice UK, phát hành một phiên bản hát lại của "Lost Stars" như đĩa đơn quán quân sau khi giành chiến thắng. Đĩa đơn phát hành để tải kĩ thuật số vào ngày 5 tháng 4 năm 2015 tại Vương quốc Anh.

### Biểu diễn trực tiếp
Vào ngày 4 tháng 4 năm 2015, McCrorie biểu diễn trực tiếp ca khúc trong đêm chung kết của The Voice UK.

### Danh sách và thứ tự bài
| Tải kĩ thuật số | Tải kĩ thuật số | Tải kĩ thuật số |
| STT             | Nhan đề         | Thời lượng      |
| --------------- | --------------- | --------------- |
| 1.              | "Lost Stars"    | 3:16            |

### Xếp hạng
| Bảng xếp hạng (2015)  | Vị trí cao nhất |
| --------------------- | --------------- |
| Ireland (IRMA)        | 87              |
| Scotland (OCC)        | 1               |
| Anh Quốc (OCC)        | 6               |
| UK Single Sales Chart | 3               |

### Lịch sử phát hành
| Quốc gia       | Ngày phát hành     | Định dạng       | Nhãn hiệu                           |
| -------------- | ------------------ | --------------- | ----------------------------------- |
| Vương quốc Anh | 5 tháng 4 năm 2015 | Tải kĩ thuật số | Decca Records Universal Music Group |